# Ludovico Orsini

Stemma Orsini di Pitigliano.

Ludovico Orsini (XV secolo – Pitigliano, 27 gennaio 1534) è stato un condottiero italiano, conte di Pitigliano.

## Biografia
Era figlio di Nicolò Orsini, V conte di Pitigliano, e di Elena Conti, ed apparteneva a un ramo minore della celebre famiglia Orsini. Uomo d'armi, nel 1496 prestò servizio come capitano nell’esercito della Repubblica di Siena. Nel 1503, grazie ai legami con Venezia, evitò la persecuzione dei Borgia e si rifugiò nel feudo di Pitigliano, consolidando il suo potere locale.
Nel 1505 si mise al soldo di Firenze nella guerra contro Pisa. Fu testimone della incoronazione di papa Leone X a Roma nel 1513 e prestò servizio per conto della Chiesa, venendo inviato nel nord Italia a supportare gli svizzeri contro l’invasione francese. Due anni dopo, nel 1517, difese Perugia da un attacco del duca di Urbino. Durante la guerra del 1526 tentò di riconquistare i territori perduti ai senesi.
Nel 1512 promosse e sovrintese alla costruzione della chiesa e del convento di San Francesco a Pitigliano, su progetto firmato da Antonio da Sangallo il Giovane, segno del suo ruolo attivo nella ristrutturazione urbanistica e religiosa del feudo.
Sotto Ludovico la contea di Pitigliano avviò un processo di crescente influenza, pur entrando progressivamente nella sfera d’interesse di Firenze e Siena. La sua attività militare comune a quella del padre e del figlio segnò l’inizio della graduale perdita di indipendenza del feudo, preludio alla sua successiva decadenza rispetto alle potenze territoriali vicine.

## Discendenza
Ludovico sposò in prime nozze Giulia Conti, dalla quale ebbe:
- Marzia (?-1548), sposò Livio d'Alviano (1514-?), figlio del condottiero Bartolomeo d'Alviano; e in seconde nozze Gian Giacomo Medici 1 marchese di Marignano (Mi)
- Gian Francesco (?-1567), suo successore nella contea di Pitigliano;
- Latino, premorto al padre;
- Girolama (1504-1569), sposò Pier Luigi Farnese.

Sposò in seconde nozze Vittoria Frangipani della Tolfa, senza discendenza.

## Morte e sepoltura
Morì a Pitigliano il 27 gennaio 1534. Nonostante la mancanza di documenti specifici sulla sua sepoltura, venne probabilmente sepolto secondo il culto comitale locale, ma la precisa collocazione finale delle spoglie non è nota.